# アパリゾート上越妙高
アパリゾート上越妙高（アパリゾートじょうえつみょうこう）は、新潟県妙高市桶海にあるホテル、ゴルフ場、リゾートマンションからなるリゾート施設。

## 概要
1988年に松下興産によってゴルフ場・スキー場を核とした妙高パインバレー（みょうこうパインバレー）として開発され、2005年にアパグループが取得、名称をアパリゾート妙高パインバレーに変更した。スキー場は2008年3月をもって閉鎖されている。
2014年4月16日に、北陸新幹線ならびに上越妙高駅の開業を見据えて、名称をアパリゾート上越妙高（アパリゾートじょうえつみょうこう）に変更した。

## 歴史
- 1975年 - 松下興産（以下、MID）により開発に着手。
- 1985年 - 着工
- 1988年7月[4] - 妙高パインバレーとして、「妙高パインバレープリンスホテル」、「妙高パインバレーカントリークラブ」、「妙高パインバレースキー場」が開業。
- 1991年 - 「妙高パインバレープリンスホテルアネックス」開業。リゾートマンション「妙高パインバレー ロジュマン」分譲。
- 2000年 - プリンスホテルの運営委託契約の満了にともない、ホテル名を「妙高パインバレー ロイヤルパインズホテル」に変更し、MIDが直営化。
- 2005年
  - 7月20日 - 豊秀興産（初代・松下興産が同年3月に改称）がホテル・スキー場・ゴルフ場・ロジュマンの未入居住戸をアパグループに売却。リゾート総称を「アパリゾート妙高パインバレー アパホテル＆リゾート<妙高高原>」へ名称変更。
  - 9月30日 - 豊秀興産は特別清算開始決定をうけ事実上倒産。
- 2009年6月 - 「妙高パインバレースキー場」を2009年シーズン以降営業休止とする旨および、ゴルフ場を24Hから18Hに縮小すると発表。
- 2014年4月16日 - 施設総称を「アパリゾート上越妙高」へ、ホテル名を「アパホテル＆リゾート<上越妙高>」へ、ゴルフ場名称を「アパリゾート上越妙高の森ゴルフコース」へ変更した[2][3]。これによりMIDのブランドであった「パイン」が、MID時代に分譲した「妙高パインバレー ロジュマン」を除いて施設名から削除された。
- 2015年3月 - 北陸新幹線上越妙高駅開業。
- 2016年4月 - 「アパホテル＆リゾート<上越妙高>」の内装が全面リニューアルされた。

## 施設概要
アパホテル＆リゾート<上越妙高>（本館・アネックス）
- 客室数：225室(収容人員:430人)
- レストラン
- 宴会場
- 結婚式場チャペル
- 温泉施設(大浴場、温泉露天風呂、サウナ)

アパリゾート上越妙高の森ゴルフコース（18H）
- パターコース（18H）

その他の施設
- リゾートマンション「妙高パインバレー ロジュマン」（分譲済み）
- セミナーハウス（会議・研修施設）
- グラウンド（2面）
- テニスコート（ハードコート17面、インドアコート2面）
- 展望台（恋人の聖地サテライト）[2][5]
- イルミネーション - 夜景評論家の丸々もとおが監修し名称を変更した2014年から実施[2]。旧ゴルフ場を利用したイルミネーションで、2015年には「LEDライトで作った最大のイメージ」としてギネス世界記録に認定されている[6][7]。
- インドアフットサルコート（2面）
- インドアプール、釣り堀　ほか　※夏季営業
- こどもタイヤ広場（2013年7月オープン　※使用済みタイヤを使用した遊び広場/新潟県内最大規模）
- 駐車場（550台）

## 妙高パインバレースキー場
2008年3月にて廃止。ゴンドラ1基、リフト1基から構成される5コース。最大滑走距離2,100m。初心者向けの緩斜面が中心コースがあった。

## 温泉
2003年までアルカリ性単純泉を用いた温泉大浴場があったが、源泉枯渇に伴い人工温泉に切り替え。2008年に温泉源を再発掘し、温泉露天風呂として提供している。

## アパリゾート上越妙高の森ゴルフコース
全18ホールの山岳コース。パー72、総距離6,959ヤード。4人乗り電磁誘導ゴルフカートのセルフプレー方式。*松下興産時代の会員権の預託金は弁済されている。アパグループ買収後はパブリックコースに転換。

## アクセス
- えちごトキめき鉄道妙高はねうまライン関山駅前より送迎バスで約15分。
- 北陸新幹線・えちごトキめき鉄道妙高はねうまライン上越妙高駅からも送迎バスが運行されている。
- 最寄りインターチェンジは、上信越自動車道妙高高原インターチェンジまたは中郷インターチェンジ。